# سرو ده لوس سیته کولورس

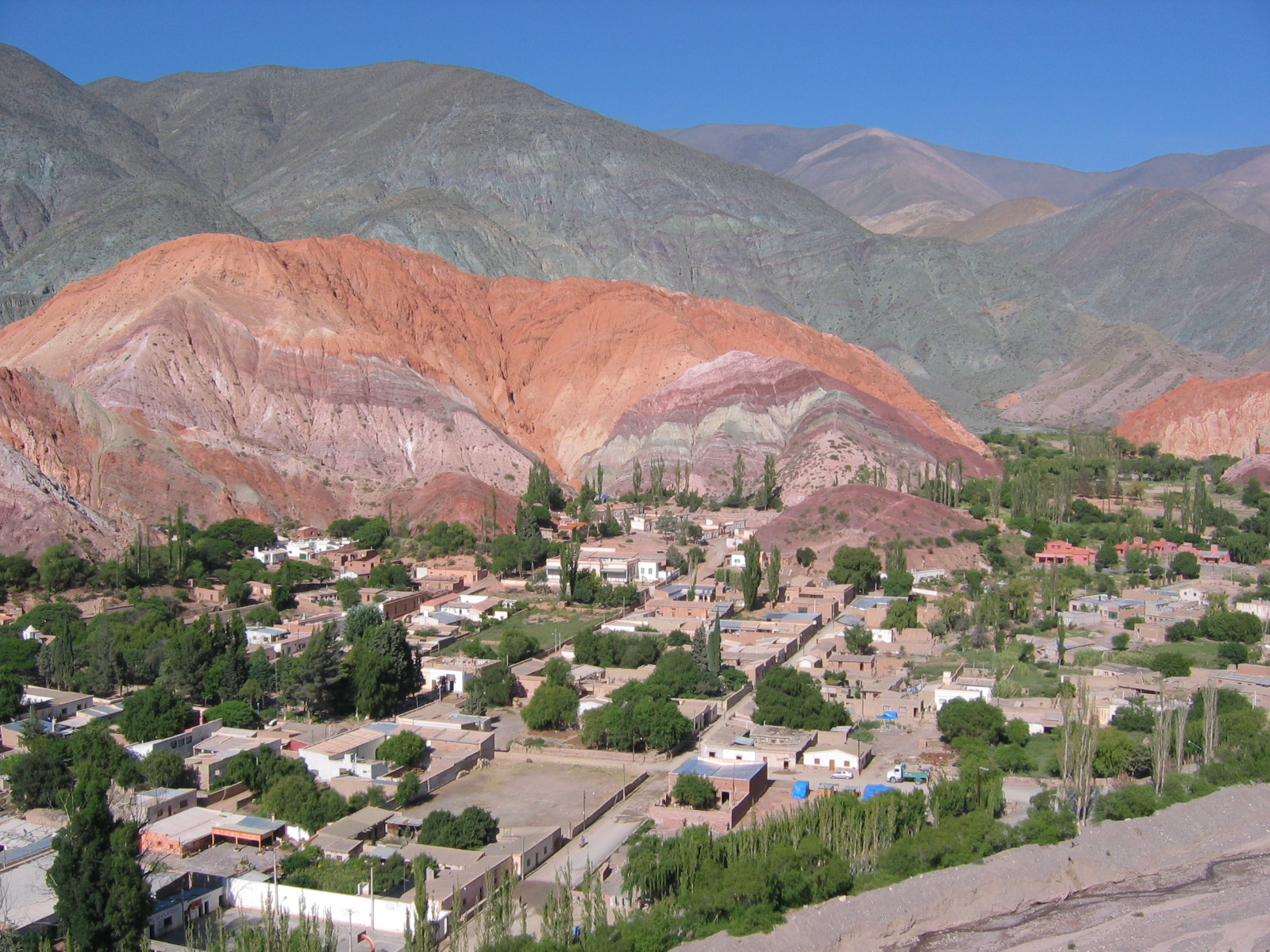
سرو ده لوس سیته کولورس

سرو ده لوس سیته کولورس (به اسپانیایی: Cerro de los Siete Colores) یک کوه در آرژانتین است که در استان خوخوی واقع شده‌است.